# Successive Over Relaxation
In analisi numerica, il metodo Successive Over Relaxation, comunemente detto SOR o metodo del sovrarilassamento, è un metodo iterativo per la risoluzione di sistemi di equazioni lineari, variante del metodo di Gauss-Seidel. Fu introdotta dal matematico statunitense David M. Young nel 1950.

## Definizione
Indicando con {\displaystyle x_{gs}^{(k)}} l'approssimazione della soluzione ottenuta dal metodo di Gauss-Seidel al k-esimo passo di iterazione, il metodo SOR viene definito come:
{\displaystyle x^{(k+1)}=\omega x_{gs}^{(k+1)}+(1-\omega )x^{(k)}}
dove {\displaystyle \omega } è detto parametro di rilassamento.
Più esplicitamente:
{\displaystyle x_{i}^{(k+1)}=x_{i}^{k}+\omega r_{i}^{k}}
dove r indica la correzione necessaria a {\displaystyle x^{k}} per ottenere {\displaystyle x^{k+1}} e viene calcolata come:
{\displaystyle r_{i}^{k}=1/a_{ii}\left[b_{i}-\sum _{j=1}^{i-1}a_{ij}x_{j}^{k+1}-\sum _{j=i}^{n}a_{ij}x_{j}^{k}\right]}
Quando {\displaystyle \omega =1} il metodo SOR coincide con il metodo di Gauss-Seidel.

## Condizioni di convergenza
Si dimostra che condizione necessaria affinché tale metodo converga è che {\displaystyle 0<\omega <2}, e che tale condizione è sufficiente se la matrice {\displaystyle A} cui è applicato il metodo è diagonalmente dominante in senso stretto.